# إرنست هالر
إرنست هالر (بالإنجليزية: Ernest Haller)‏ هو مصور سينمائي أمريكي، ولد في 31 مايو 1896 في لوس أنجلوس في الولايات المتحدة، وتوفي في 21 أكتوبر 1970 في مارينا دل راي، كاليفورنيا في الولايات المتحدة بسبب حادث مرور.

## وصلات خارجية
- إرنست هالر على موقع IMDb (الإنجليزية)
- إرنست هالر على موقع ألو سيني (الفرنسية)
- إرنست هالر على موقع أول موفي (الإنجليزية)
- إرنست هالر على موقع قاعدة بيانات الأفلام السويدية (السويدية)
- إرنست هالر على موقع قاعدة بيانات الفيلم (الإنجليزية)
- إرنست هالر على موقع كينوبويسك (الروسية)